# Xã Merrill, Quận Hettinger, Bắc Dakota
Xã Merrill (tiếng Anh: Merrill Township) là một xã thuộc quận Hettinger, tiểu bang Bắc Dakota, Hoa Kỳ. Năm 2010, dân số của xã này là 10 người.